# Сидоренко Григорій Васильович
Григорій Васильович Сидоренко (нар. 19 жовтня 1951, село Вишевичі, тепер Радомишльського району Житомирської області) — український діяч, генеральний директор об'єднання «Украгропромтеплиця», президент концерну «Агропромтеплиця». Народний депутат України 2-го скликання. Академік Академії фундаментальних основ буття.

## Біографія
Народився у селянській родині.
У 1967—1971 роках — студент відділення ремонту і монтажу промислового обладнання Ірпінського індустріального технікуму.
У 1971 році — слюсар Львівського дослідно-експериментального заводу.
У 1971—1973 роках — служба в Радянській армії.
У 1974—1975 роках — інженер Київського СНПУ «Оргхарчопром». У 1975—1980 роках — інженер, начальник цеху, головний інженер Печерського ОРПК міста Києва. Член КПРС.
У 1980—1983 роках — начальник РБУ «Київплодоовочпром». У 1983 році — начальник УКБ «Київплодоовочгосп». З жовтня 1983 році — начальник РБУ «Київплодоовочпром». Учасник ліквідації наслідків аварії на Чорнобильській АЕС.
У 1988 році закінчив Донецький інститут радянської торгівлі, інженер-механік.
У 1988—1989 роках — начальник об'єднання «Київплодоовочрембуд».
У 1989—1995 роках — генеральний директор об'єднання «Украгропромтеплиця».
Народний депутат України 2-го демократичного скликання з .04.1994 (2-й тур) до .04.1998, Коростишівський виборчий округ № 162, Житомирська область. Член Комітету з питань бюджету. Член депутатської фракції АПУ (до цього — член (уповноважений) групи «Аграрники України», до цього — групи «Аграрники за реформи»).
З 1995 року — президент концерну «Агропромтеплиця», президент відкритого акціонерного товариства «Укрпромтеплиця».
Був головою Ревізійної комісії Аграрної партії України.

## Нагороди та відзнаки
- орден «За заслуги» II ступеня (.08.2011)[1]
- орден «За заслуги» III ступеня (.11.1997)[2]